# Viola quercetorum
Viola quercetorum M.S.Baker & J.C.Clausen – gatunek roślin z rodziny fiołkowatych (Violaceae). Występuje endemicznie w zachodnich Stanach Zjednoczonych – w Kalifornii i Oregonie. W całym swym zasięgu jest gatunkiem bliskim zagrożeniu. 

## Morfologia
PokrójBylina dorastająca do 4–25 cm wysokości, tworzy kłącza.
LiścieBlaszka liściowa ma kształt od owalnego do okrągławego. Mierzy 12,5–12,5 cm długości oraz 1,5–1,5 cm szerokości, jest karbowana na brzegu, ma sercowatą nasadę i tępy wierzchołek. Ogonek liściowy jest owłosiony i ma 1,5–9,5 cm długości. Przylistki są lancetowate.
KwiatyPojedyncze, wyrastające z kątów pędów. Mają działki kielicha o lancetowatym. Płatki są odwrotnie jajowate i mają żółtą barwę, dolny płatek jest odwrotnie jajowaty, mierzy 10-16 mm długości, posiada obłą ostrogę o długości 1-2 mm.
OwoceTorebki mierzące 8-12 mm długości, o jajowatym kształcie.

## Biologia i ekologia
Rośnie w lasach  sosnowych, formacji chaparral i na skarpach. Występuje na wysokości od 300 do 2000 m n.p.m.